# Tomomichi Nishimura
Pour les articles homonymes, voir Nishimura.
Tomomichi Nishimura  (西村知道) (2 juin 1946 à Chiba-) est un seiyū (comédien de doublage) japonais de Arts Vision.
Tomomichi Nishimura  est notamment connu comme le narrateur de YuYu Hakusho, et les voix de Anzai-sensei (Slam Dunk), Shibaraku Tsurugibe (Mashin Eiyuuden Wataru), et Jamitov Hymem (Mobile Suit Zeta Gundam).

## Rôles notables
- Lios and Tartarga dans .hack
- Edward 'Elder' Hamilton dans Chrono Crusade
- Mardukas dans Full Metal Panic!
- Belzei Gertrude dans Futari wa Pretty Cure
- Pitalia Lope dans Future GPX Cyber Formula
- Jim Warston dans Genesis Climber Mospeada
- Tatsuhiko Umemiya dans Hataraki Man
- Giwaza Lowau dans Heavy Metal L-Gaim
- Clock tower guard dans Kiki's Delivery Service
- Mitsuyoshi Anzai dans Slam Dunk
- Gigile dans Macross 7
- Shibaraku Ikusabe dans Mashin Eiyuuden Wataru
- Hachidai dans Naruto
- Ōnoki dans Naruto Shippûden
- Rei's Grandfather dans Sailor Moon
- Lind dans Sol Bianca
- Akuma dans Street Fighter Alpha
- Tail Messa dans The World of Narue
- Walther in Valkyrie Profile 2: Silmeria
- Jamitov Hymem dans Mobile Suit Zeta Gundam
- Captain T-Bone et Hyogoro dans One Piece
- Amano Jyaku dans Urotsukidoji
- George/Blue Ogre and the Narrator dans YuYu Hakusho
- Silverbolt et Superion dans Transformers
- Cyclonus dans Transformers: Headmasters
- Le principal dans Urusei Yatsura
- Amiral Fuji dans Irresponsible captain Tylor
- Le conducteur du train dans Le Château dans le ciel
- Hakaba Kitarō : Ikegaki
- Kuroboshi dans Rinne

## Rôles notables dans des jeux vidéo
- M. Bison (Lord Vega in Japan) in the Street Fighter Alpha: Warriors' Dreams.
- Akuma (Gouki in Japan) in the Street Fighter Alpha.
- Raizo Imawano in the Rival Schools.